# اچ‌ام‌اس فالکنور (اچ۶۲)
اچ‌ام‌اس فالکنور (اچ۶۲) (به انگلیسی: HMS Faulknor (H62)) یک کشتی بود که طول آن ۳۴۳ فوت (۱۰۵ متر) بود. این کشتی در سال ۱۹۳۴ ساخته شد.